# Aishalton
Aishalton är en ort i regionen Upper Takatu-Upper Esseqiubo i södra Guyana. Orten hade 1 069 invånare vid folkräkningen 2012, på en yta av 430,92 km². Den är belägen cirka 113 kilometer sydost om Lethem.